# Yves Makabu-Makalambay
Yves Makabu-Ma-Kalambay (nascut el 31 de gener de 1986) és un futbolista professional congolès que juga com a porter pel Wycombe Wanderers FC. Ma-Kalambay ha jugat prèviament per clubs com el Chelsea FC, Watford FC, Hibernian FC, Swansea City AFC i KV Mechelen.
Els seus pares són de la República Democràtica del Congo, però Ma-Kalambay va créixer a Brussel·les al mateix barri que companys com ara Vincent Kompany, Faris Haroun, Anthony Vanden Borre i Jeanvion Yulu-Matondo. Ma-Kalambay va representar Bèlgica als Jocs Olímpics de 2008, però des de llavors ha jugat per la República Democràtica del Congo com a internacional absolut.